# Schizocosa rovneri
Schizocosa rovneri là một loài nhện trong họ Lycosidae.
Loài này thuộc chi Schizocosa. Schizocosa rovneri được Uetz & Charles Denton Dondale miêu tả năm 1979.